# Шарплинг, Том
Томас Джон Джулиано II, профессионально известный как Том Шарплинг — американский комик, телевизионный сценарист, продюсер, режиссер музыкальных клипов, актер озвучивания и радиоведущий. Наиболее известен тем, что ведет еженедельную комедийную программу на интернет-радио «The Best Show with Tom Scharpling» (ранее «The Best Show on WFMU»).,за озвучку Грега Юниверса в мультсериале «Вселенная Стивена» и его продолжении «Вселенная Стивена Будущее», а также за работу в качестве сценариста и исполнительного продюсера телешоу «Monk».
Шарплинг также был автором сценария к фильму «Том идет к мэру». Начиная с 1999 года, он выпустил шесть альбомов с партнером по комедийному сериалу Джоном Вурстером под псевдонимом Scharpling & Wurster.
Как писатель, Шарплинг публиковал свои работы в журналах GQ, New York Magazine и Harp. С 2010 года Шарплинг снимал музыкальные клипы для MGMT, The New Pornographers, Теда Лео, Титуса Андроникуса, группы «Wild Flag», Эйми Манн, группы «Real Estate», Фрэнки Космоса и группы «The Ettes».
В 2017 году журнал Rolling Stone назвал Шарплинга одним из «50 самых забавных людей на данный момент», а в 2019 году Vulture назвал "The Best Show " одним из «10 основных комедийных подкастов, которые сформировали жанр».

## Личная жизнь
Шарплинг родился в Нью-Джерси. Он вырос в Данеллене, штат Нью-Джерси. С юных лет он был поклонником Saturday Night Live и SCTV. Он учился в средней школе Мидлсекса, общественном колледже Мидлсекса и государственном колледже Трентона. Он получил высшее образование по специальности «английский язык». С 1979 по 1999 год Шарплинг работал в нотном магазине World of Music в Саммите, штат Нью-Джерси.
В позднем подростковом возрасте у Шарплинга случился психический срыв, из-за которого он был помещен в психиатрическую больницу; его состояние было излечено с помощью электросудорожной терапии, которая привела к некоторой потере памяти.
Шарплинг стал заядлым коллекционером кассет и начал использовать имя «Мел Шарплз» (имя персонажа ситкома «Элис») для себя при заказе кассет, чтобы отличаться от своего отца, у которого было такое же имя (тогда Шарплинг был еще известен как Том Джулиано). Он обнаружил, что ему нравится носить псевдоним, потому что в новом имени не было никакого «багажа», в том числе никаких ассоциаций с его предыдущим психическим заболеванием. Он решил «подправить» имя Мел Шарплз и взял «Том Шарплинг».; фамилия была основана на сочетании фамилий активиста Эла Шарптона и комика Гарри Шендлинга, с добавлением буквы «с» для обозначения «щегольства».